# Опсада Делхија
Опсада Делхија (енгл. Siege of Delhi), британска победа током Индијског устанка 1857. године. Устаници су заузели Делхи 11. маја 1857. и држали га 4 месеца. Град је опседнут од британских снага већ 8. јуна, али су масивне зидине Шахџаханабада, дуге преко 9 км, пружиле чврст ослонац браниоцима, који су издржали тромесечну опсаду и попустили пред надмоћним колонијалним трупама тек после вишедневних уличних борби. Британци су поново заузели Делхи 14. септембра 1857. године.

## Позадина
Стари Делхи био је престоница Могулског царства од 1526. године, а за владавине шаха Џахана (1638-1658) опасан је масивним одбрамбеним зидинама дугим око 9 км. Ова тврђава, позната као Шахџаханабад, остала је у употребљивом стању до средине 19. века. Могулско царство нагло се распало после смрти шаха Аурангзеба (1707)ː већина провинција постале су фактички независне државе које су само теоретски признавале врховну власт Могула, чија се стварна власт свела на Стари Делхи и ближу околину града. Године 1803. Стари Делхи су заузеле трупе Британске источноиндијске компаније и од тада су могулски владари управљали својим преосталим поседима под британским протекторатом, иако су Британци званично сматрали Могуле за једину легитимну власт у Индији, и формално су држали своје огромне поседе као њихови вазали.
Делхи је уочи индијског устанка 1857. био престоница последњег могулског владара Бахадур Шаха II, који је у то време био само британска марионета без икакве стварне власти. Устанак је почео 10. маја 1857. године у војном гарнизону у Мируту северно од Делхија, а већ сутрадан побуњеници су заузели Делхи, где није било ниједног британског војника, и натерали мугалског владара да стане на чело устанка. За само три недеље побуна се проширила на северне индијске провинције и део централне Индије и добила карактер народног устанка за ослобођење од британске колонијалне власти.

### Устанак у граду
Побуњени сепоји из Мирута, јачине три пешадијска и једног коњичког пука (око 3.500 људи), ушли су у Делхи без отпора 11. маја 1857 (сутрадан после побуне у Мируту), предвођени од својих индијских официра. Четири индијска пука (око 4.000 људи), који су чували град, одмах су поубијали своје британске официре и придружили се побуни. Уследио је покољ свих Европљана у граду и пљачка имовине Британске источноиндијске компаније, коју су побуњени сепоји поделили између себе у име неисплаћених плата. Побуњеници су заузели могулов двор, који је остао без одбране, и мање-више силом прогласили 82-годишњег Бахадур Шаха за цара (падишаха) целе Индије, натеравши га да прогласи свети рат против Европљана. Шах је покушао да води двоструку игру и спасе Британце који су се затекли на његовом двору, али су их побуњеници отели и све посекли у дворишту палате, пред самим Шаховим вратима, како би га натерали да се сасвим прикључи побуни и спречили да преговара са Британцима. У овом масакру убијено је 52 људи. Шахова власт над устаницима била је само формалнаː у пракси они су слушали само своје официре, али је дисциплина међу побуњеним сепојима била тако слаба, да је убрзо уследила општа пљачка трговаца и имућнијих грађана, а сваки ред и  поредак у граду потпуно су нестали. Практично, Делхи је остао у рукама наоружане руље, а стални прилив нових побуњеника из свих крајева додатно је повећао неред и безакоње у престоници.
Пошто међу побуњеницима није било јединственог командовања (сваки пук имао је своје старешине, које су се о заједничим акцијама морале договарати), они су се ограничили на пасивну одбрану градских зидина и очекивање народног устанка у читавој Индији.

### Британска реакција
Одговор британских власти на побуну и пад Делхија био је спор, али одлучан. Иако је побуна захватила 55 (49 пешадијских и 6 коњичких) од укупно 84 индијска пука Бенгалске армије и добила масовну подршку становништва у бившој краљевини Ауд (окупираној 1856), устанак индијских јединица Бомбајске армије (око 43.000 људи) и Мадраске армије (око 60.000 људи), као и Сика у Панџабу (окупираном 1849), на који су побуњеници рачунали, практично је изостао. Побунило се свега неколико јединица, које су Британци успешно разоружали. Тако је устанак остао ограничен на северну Индију између Динапура и Делхија, са највећим жариштима у Делхију, Лакнау и Канпуру.
Иако је побуна планула на све стране, британска команда одмах је схватила да мора по сваку цену угушити језгро побуне у Делхију. Међутим, било је тешко сакупити довољно снага за заузимање града, пошто британска команда није имала поверења у домородачке јединице, које су чиниле већину преостале британске војске у Индији, па је била присиљена да се ослони на малобројне европске снаге, од којих је већина морала остати на својим местима како би спречила даље ширење устанка. Најближе европске јединице биле су један пешадијски батаљон и један коњички пук у Мируту, али ове снаге биле су преслабе за напад на град. Главнина европских снага Бенгалске војске (12 батаљона) налазила се у време избијања устанка у Панџабу, на окупационој дужности. Најближе од ових снага била су 4 пешадијска батаљона стационирана у Шимли и Амбали. Након две недеље припрема, све расположиве британске снаге (укупно око 7.000 људи) кренуле су на Делхи 28. маја.

## Опсада

### Блокада (8. јун-7. септембар)
Британска војска стигла је пред Делхи 8. јуна 1857. Градске зидине, дуге преко 9 километара, биле су у одличном стањуː саме британске власти извршиле су неопходне поправке неколико година раније. По проценама војних стручњака, за заузимање града било је потребно бар 15.000 људи и тешка опсадна артиљерија, коју на брзину окупљене британске јединице нису имале. Тако су Британци, немајући довољно снага за опсаду, започели блокаду Делхија, подигавши утврђени логор на гребену северно од градских зидина. Током јуна и јула Британци су добили знатна појачања, али су изгубили скоро трећину људи због непрекидних напада устаника (у јуну и јулу извршено је 18 испада из града) и епидемије колере. Тако су до 10. августа британске снаге под Делхијем имале 4 британска краљевска пука, 2 европска пука Источноиндијске компаније, 3 батаљона Сика и два индијска одреда, укупне јачине свега око 5.600 људи, од чега око 3.500 Европљана, под командом генерала Вилсона. Током августа стигло је појачање из Панџаба (око 2.000 људи, од тога 1.200 Европљана) под командом генерала Николсона, као и 3.000 Гурка из Непала. Најзад је 5. септембра стигла и опсадна артиљерија, тако да су британске снаге пред Делхијем имале око 11.000 бораца са око 50 опсадних топова и мерзера.
За то време, снаге устаника у граду, које су на врхунцу бројале до 40.000 бораца, постепено су се смањивале, не толико због губитака у испадима из града колико због дезертирања читавих одреда, који су слободно напуштали град који није био опкољен, већ само блокиран са севера. Осипању устаника допринело је прикривено непријатељство делхијских трговаца и самог Великог Могула, неслога између сепоја хиндуиста и муслимана, као и свађе између старих устаника и нових појачања, која су тражила свој део плена и повећавала неред у граду.  Тако је почетком септембра 1857. снага бранилаца спала на највише 13-17.000 бораца, од чега 1.000-5.000 коњаника.

### Напад и уличне борбе (7-20. септембра)
Британци су концентрисали напад на северни бедем, који су бранила три бастиона (од истока према западу - Водени бастион, Кашмирска капија и бастион Мори). Устаници су на угроженом сектору имали чак 55 топова, али су они били неспособни за концентрично (усредсређено) дејство пошто су били разбацани по бастионима и кулама, јет је камени бедем, висок 16 и широк 12 стопа, био сувише танак за постављање топова. Бомбардовање зидина почело је 7. септембра и до 13. септембра увече отворена су два широка пролома (бреша) са обе стране Кашмирске капије. Делхијска посада ометала је ове радове ватром своје артиљерије и извршила је два безуспешна испада 10. и 11. септембра са Кабулске капије, западно од бастиона Мори, без јединства и одушевљења. У зору 14. септембра Британци су извршили напад на градː једна британска колона везала је за себе главнину бранилаца код Кабулске капије,  док су две колоне не наилазећи на озбиљан отпор прошле кроз бреше код Кашмирске капије и заузеле велике зграде у њеној близини, али је даље у граду отпор постао јак и губици тешки. Бреше су биле слабо брањене, али је отпор по кућама у близини бедема био веома упоран. Успешно је дигнута у ваздух и Кашмирска капија, па је и четврта колона ушла у град. До вечери је цео северни фронт био у рукама Енглеза, али је генерал Вилсон зауставио даљи јуриш и наредио да се привуку топови, којима су засути устанички утврђени положаји. Тако су 15. септембра заузети суседни бастиони (Мори и Кабулска капија), чија је артиљерија окренута на град и засула зграду Арсенала и дворац Могула. Арсенал је освојен на јуриш у зору 16. септембра, а 17. септембра пао је и дворац. Изгледа да је, изузев Арсенала, било врло мало стварне борбе. Устаници су били деморалисани и напуштали су град у масама. Британци су опрезно наступали у град, где после 17. септембра, скоро нису наилазили на отпор. Цео град освојен је 20. септембра. Устаничка коњица умакла је из града одмах по енглеском пробоју, док је главнина сепоја напустила град 20. септембра око 3 часа ујутро и повукла се на запад преко понтонских мостова.

## Последице
Падом Делхија, Британска империја преузела је поседе дотадашње Британске источноиндијске компаније, која је расформирана, и прогласила их за британску колонију. Уз то, Могулско царство, које је од 1803. године постојало само у теорији, као британска марионетска држава, коначно је укинуто. Последњи шах био је ухапшен, свргнут и протеран у Бурму, где је умро у изгнанству.